# Eve Audio
Eve Audio (stylisé en « EVE Audio » ou « eve audio ») est une entreprise allemande spécialisée dans la conception et la fabrication d'enceintes de monitoring professionnelles. Elle a été fondée à Berlin en 2011 par Roland Stenz, ancien directeur et cofondateur de la marque Adam Audio, et comprend douze employés en 2016.

## Histoire
Eve Audio a été fondée à Berlin en mai 2011 par Roland Stenz, ancien directeur et cofondateur de la marque Adam Audio. Elle est installée dans des locaux de 1 600 m2 situés dans le Studio Berlin Adlershof (de), la « Media City ». Ce lieu, qui fut important dans la production audiovisuelle à l'époque de l'Allemagne de l'Est, contenait déjà deux grandes pièces pouvant être utilisées pour la recherche. L'une est une chambre anéchoïque construite en 1959 mesurant 8 × 9 × 10 m et créée par la Rundfunk- und Fernsehtechnische Zentralamt, une entreprise s'occupant de la Recherche et développement pour la diffusion en Allemagne de l'Est. L'autre est une chambre d'écho, une pièce permettant de mesurer les sons émis dans d'autres directions que dans l'axe d'écoute et permettant de mesurer les réflexions de ceux-ci sur les murs.
Eve Audio conçoit ses enceintes dans ses locaux de Berlin, et les fabrique en quasi-intégralité en Asie. Elle les vérifie individuellement à Berlin également, avant de les mettre sur le marché.
En 2016, elle comprend douze employés.